# Cununschi
Cununschi (ukr. Конюнський, Koniunśkyj) – wieś w Rumunii, w okręgu Suczawa, w gminie Brodina. W 2011 roku liczyła 57 mieszkańców.